# Szklarnia (przystanek kolejowy)
Szklarnia – zlikwidowany przystanek osobowy w Szklarni na linii kolejowej Spychowo Wąskotorowe – Myszyniec, w powiecie szczycieńskim, w województwie warmińsko-mazurskim, w Polsce.